# جيمي بيكوك
جيمي بيكوك (بالإنجليزية: Jamie Peacock)‏ هو لاعب دوري الرغبي بريطاني، ولد في 14 ديسمبر 1977 في ليدز في المملكة المتحدة.

## روابط خارجية
- جيمي بيكوك على موقع ItsRugby.co.uk (الإنجليزية)